# The Enigma

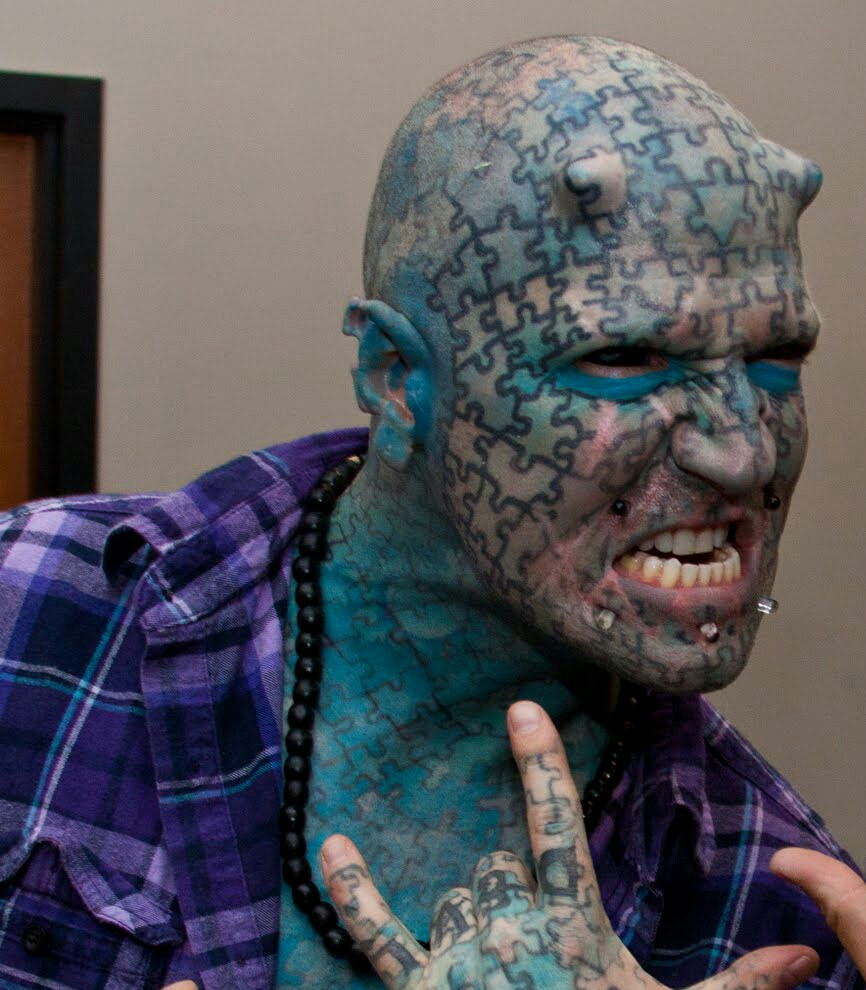
The Enigma

The Enigma (eigentlich Paul Lawrence) ist ein US-amerikanischer Musiker der Band Human Marvels und Performance-Künstler aus Seattle. Durch seine Medienpräsenz wurde er zu einem der bekanntesten Anhänger der Modern-Primitive-Bewegung.

## Leben

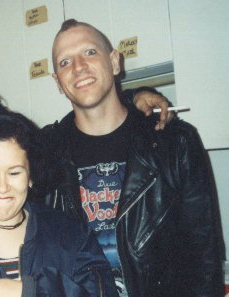
Paul Lawrence, 1992

The Enigma studierte 13 Jahre lang Musik und war ein Gründungsmitglied des Jim Rose Circus der zwischen 1992 und 1998 weltweit auf Tour war. Zusammen mit Mike Patton, Jane Wiedlin, Karen Black und Katzen trat er 2004 in dem Film Firecracker von Steve Balderson auf, der am 4. Juli 2006 auf DVD erschien. In der Serie Akte X spielte er den Rätselmann in der Episode mit dem Titel Humbug (deutscher Titel: Der Zirkus). Unter dem Namen The Conundrum, wie er in der US-amerikanischen Originalversion lautete, wurde daraufhin 2005 im Rahmen der Figurenserie X-Files PALz der Firma Palisades Toy eine Spielzeugfigur nach ihm produziert.
The Enigma hat sich mehreren Körpermodifikationen unterzogen. Dazu gehören implantierte Hörner und ein Ganzkörpertattoo aus Puzzleteilen. Außerdem ließ er seine Ohrmuscheln durch das Herausschneiden von Knorpelsegmenten in eine Form bringen, die der von Puzzleteilen ähnelt. Er begann mit seinen Tätowierungen am 20. Dezember 1992. Durchgeführt wurden sie zum Teil von seiner ehemaligen Frau und Bandmitglied Katzen the Tiger Lady, welche ebenfalls ein Ganzkörpertattoo trägt. Insgesamt arbeiteten über 200 Tätowierer an seinem Körper.